# Directeur de scrutin
Dans divers systèmes parlementaires, le directeur de scrutin est la personne chargée de superviser les élections dans un ou plusieurs bureaux de vote.

## Canada
Au Canada, le directeur de scrutin d'une circonscription électorale est nommé pour un mandat de 10 ans par le directeur général des élections. Cette personne a la responsabilité du processus électoral dans sa circonscription et de la mise à jour du Registre national des électeurs au moyen des informations disponibles dans la circonscription où les électeurs sont inscrits. Avant l'adoption de la Loi électorale en 2000, en cas de résultats ex æquo entre les deux candidats en tête lors du vote, le directeur de scrutin déposait un bulletin vote décidant du vainqueur ; aujourd'hui, le conflit entraîne automatiquement une élection complémentaire.
Les provinces et les territoires ont chacun leurs propres directeurs de scrutin.